# Dasycampa
Dasycampa is een ondergeslacht uit de familie Noctuidae